# Jerônimo José Nogueira de Andrade
Jerônimo José Nogueira de Andrade (Melgaço, Portugal 1748 — Pará, Brasil 1809) foi um militar e inventor português.

## Biografia
Jerônimo José Nogueira de Andrade, nasceu em Melgaço em 1748. Era filho de Francisco Daniel Nogueira, médico do exército e de D. Mariana Josefa Veloso de Campos Andrade. Teve uma educação católica e foi casado com D. Caetana Gregória Nogueira de Carvalho.
Seguindo a carreira militar, começou como soldado no Regimento de Artilharia do Porto em 1779, tornando-se Segundo-Tenente de Bombardeiros do Regimento de Artilharia da Marinha no mesmo ano. Após, ingressou na Academia Militar do Rio de Janeiro, e de seguida, prestou serviço na Capitania de Moçambique, como Capitão em 1782, tendo ainda exercido como Secretário do Governo de Moçambique, entre 1782 a 1784. Posteriormente, obteve o grau de Sargento-mor no Regimento de Artilharia da Marinha em 1791 e foi Tenente-Coronel do Regimento de Artilharia do Algarve e Coronel do Regimento de Artilharia do Alentejo, em Estremoz. Enquanto Tenente-Coronel, a 17 de novembro de 1795, fez parte do Conselho de Guerra, onde desempenhou as funções de presidente. 
Escreveu vários estudos e extensos relatórios sobre as suas experiências em Moçambique, nomeadamente a obra "Descrição do estado em que ficarão os negócios da Capitania de Mossambique nos fins de Novembro de 1789, com algumas observaçoens, e reflexoens sobre os mesmos negocios, e sobre as cauzas da decadência do Commercio, e dos Estabelecimentos Portuguezes na Costa Oriental d’Africa escriptos no anno de 1790”. Neles, apontava não só o que de bom ali encontrou como também o que estava de errado e a necessitar de drásticas mudanças, sendo muitas delas consequências da má gestão e administração da Fazenda Pública. Sem medo, chegou mesmo a declarar, em relação ao Porto da Baía de Lourenço Marques, que "tudo quanto ali existe nada presta", fazendo duras críticas ao Governador e Capitão Geral de Moçambique, João Pereira da Silva Barba Alardo, assim como várias acusações de corrupção a membros da administração pública, aconselhando ao Rei que este tomasse as devidas providências, mandando para o local pessoal qualificado e meios materiais. Sempre com um discurso de crítica, apresentava, no entanto, propostas de solução.
Em 1790, após cumprir as missões de Inspecção Geral das Fortificações de Moçambique, Nogueira de Andrade regressou a Portugal, onde fixou residência na Quinta da Mineira, nos Olivais, em Lisboa. Nesse mesmo ano, iniciou-se na Maçonaria, em Marvila, proposto por José Joaquim da Costa, sendo um ano depois acusado de maçonismo pela Inquisição de Lisboa.
Em 1796, editou a sua segunda obra "Projecto de uma nova arma Portuguesa", onde descreve a construção de uma arma balística que havia inventado, denominada de "foguete incendiário", com mais alcance e efeito que as utilizadas à época e custos de produção mais baratos.
Em 1800, regressou ao Brasil, onde desempenhou o cargo de Brigadeiro em Pará, Brasil, sendo também nomeado Comandante e Inspector Geral das Fortificações da Capitania do Pará.
Anos depois, foi nomeado governador da Capitania de Santa Catarina, porém não assumiu o cargo, vindo a falecer em 1809.